# Бой у Клецка
Бой у Клецка (швед. Slaget vid Kletsk) — сражение между русскими и шведскими войсками, произошедшее 19 (30) апреля 1706 года на территории Великого княжества Литовского во время Северной войны.

## Предыстория
В январе 1706 года основные силы русско-польских союзных войск под номинальным командованием короля Августа II, который скоро покинул расположение армии, сдав командование генерал-фельдмаршал-лейтенанту Г. Б. Огильви, стояли в Гродно, ожидая подхода саксонского корпуса И. М. фон Шуленбурга. В 10 милях от города расположились войска шведского короля Карла XII, блокировавшего русскую армию. 2 февраля 1706 года корпус Шуленбурга был разбит при Фрауштадте корпусом шведского генерала К. Г. Реншильда. Вследствие этого поражения Пётр I приказал Огильви отступить в Киев. Но Огильви медлил, опасаясь нападения шведской армии.
Для отвлечения шведов от армии Огильви с Волыни к Минску выступил гетман И. С. Мазепа, который выдвинул вперёд отряд под командованием миргородского полковника Даниила Апостола. В Слуцке Мазепа оставил отряд Севского воеводы Семёна Протасьевича Неплюева (около 1,5 тыс. солдат и 800 драгун) и пехоту своего «регимента». 14 марта последовал гетманский приказ Неплюеву выдвинуться к Минску, оставив в Слуцке один солдатский полк полуполковника Якова Рагозина и два сердюкских полка полковников Покатила и Максима Самойловича (Максимова). 15 марта Неплюев выдвинулся из Слуцка «с полчаны своими и гетманского регименту с полковыми людьми, да с салдацким, да с двумя стрелецкими полками».
24 марта, воспользовавшись вскрытием рек, армия Огильви вышла из Гродно в направлении Бреста и Ковеля. Этот манёвр застал врасплох Карла XII, и шведская армия только 3 апреля смогла выдвинуться в преследование отступающей русско-польской армии, когда Огильви был уже под Брестом. Ввиду весенней распутицы шведская армия застряла в Пинских болотах и король отказался от преследования армии Огильви. Вместо этого он бросил свои силы на истребление городов и крепостей, где находились польские и казацкие гарнизоны.
В Ляховичах шведский отряд запер отряд переяславского полковника Ивана Мировича. 1 апреля 1706 года Неплюев получил приказ «Войска Запорожского обеих сторон Днепра гетмана и славного чина святого апостола Андрея кавалера» Ивана Мазепы выслать к Ляховичам, для вызволения Мировича, драгунский полк Михаила Зыбина, который должен был соединиться с полком Даниила Апостола. Этих сил оказалось недостаточно, и 12 апреля Неплюев получил гетманский приказ выдвинуться с остальными силами к Ляховичам, «и помысл велено ему, думному дворянину и воеводе, чинить с общаго согласия с Миргородским полковником с Даниилом Апостолом». В результате власть над войсками не была объединена.
Разведка доносила, «что под Леховичем неприятельских людей не в великой силе — больши шведов 3000 да 800 волохов нет». Однако эти сведения были серьёзно преувеличены - в реальности шведский отряд под командованием полковника Лейб-конного полка барона Карла Густава Крейца (Carl Gustaf Creutz) едва насчитывал 1,5 тыс. чел.
В составе русско-казацкого отряда находились около 4,3-4,4 тысяч человек:
- Отряд Севского воеводы Семёна Протасьевича Неплюева: драгунский полк Михаила Зыбина (22 начальных человека и 455 нижних чина), солдатские полки полковников Якова Рагозина (11 начальных людей и 180 урядников и солдат), Афанасия Рагозина (10 и 194), Ивана Сака (4 и 207), Михаила Франка (6 и 30), стрелецкий полк Василия Кошелева (264) — всего 1870 чел.
- Отряд миргородского полковника Даниила Апостола: Миргородский полк, вербованный конный (компанейский) полк Прийма, вербованные пехотные (сердюцкие) полки Покотила и Самойловича - всего около 2,5 тыс. чел[2].

Узнав о подходе отряда Неплюева-Апостола, шведский командующий под Ляховичами полковник К. Крейц (Carl Gustaf Creutz) оставил для блокады города отряд подполковника Траутфеттера, а сам выступил к Клецку со сводным отрядом, состоявшим из нескольких эскадронов Лейб-конного, Остготского рейтарского («несколько офицеров, 12 унтер-офицеров и 200 рейтар») и драгунского Стенбока полков, а также нескольких валашских хоругвей - всего около одной тыс. чел. Артиллерии шведы не имели.

## Сражение
19/30 апреля 1706 года, в 2 часа дня, за 3 мили до Ляхович у местечка Клецк Даниил Апостол обнаружил шведов. Описания последовавшего затем боя в украинских, российских и шведских источниках существенно отличаются. Наиболее полное описание приведено в отписке С. П. Неплюева
Не дожидаясь подхода пехоты Неплюева и даже не уведомив его, Даниил Апостол, не проведя разведки, решил атаковать противника. «C кумпаниею, перепрявясь по мосту» через реку Ржавец, он угодил в «топкое место», после чего подвергся атаке шведского отряда. «И кумпания неустояв скочила к той речке», а Апостол послал к Неплюеву гонца, чтоб срочно прислал подмогу. Неплюев выслал на помощь пехоту — два солдатских полка Якова Рагозина и Ивана Сака, и 4 пушки, прибыв к месту боя с подкреплением самолично.
Шведы переключили внимание на подкрепления и попытались атаковать русскую пехоту и артиллерию, но стрельцы из полка Рагозина под командой Григория Анненкова и Василия Кошелёва встречной атакой опрокинули противника и «погнали по улице к рынку», загнав его в Клецк.
В это время Апостол, собрав свою кавалерию, возобновил атаку на шведов. Натолкнувшись на сильный ружейный огонь противника, казаки не выдержали, развернулись и начали отступать. Под полковником Апостолом убили лошадь, и он, сев на другую, помчался вслед отступающим казакам, пытаясь остановить бегство, но не смог. Подвергшись панике, казацкая конница растоптала русскую пехоту и побежала за реку.
Пехота оказалась в замешательстве. В это время шведы сосредоточили на пехоте огонь своей артиллерии. Видя бегство «кумпании» Апостола, «сердюки не устояли не мало: все назад кинулись в болота». Вслед за сердюками кинулась в бегство и русская пехота. Неплюев не смог остановить бегства. В этом бою погиб полковник Иван Сак и 11 офицеров, Неплюев был ранен в руку.
Драгуны полка Зыбина, которые стояли на переправе, увидев отступление, «дрогнули и побежали». Под командованием Михаила Зыбина остались только 3 роты драгун, которые попытались прикрыть отступление остальной армии, но после того, как шведы переправились через Ржавец, также отступили.
Согласно шведским данным, союзники потеряли около 2000 чел. убитыми, 72 пленными (включая полковника Прийма и неизвестного капитана), 4 пушки, 16 знамён и 4 пары литавр. Свои потери Крейц оценил в реляции всего в 7 убитых и 19 раненных. Столь малые потери кажутся маловероятными, учитывая довольно ожесточённый характер боя в самом городе и около моста через реку Ржавка. Согласно русским данным, потери полков Неплюева «убитыми и в полоне» (т.е. не вернувшимися в строй после боя) составили около 450-500 чел. Точные потери малороссийских казаков Апостола неизвестны. Большинство казаков разбежались, и в строю после боя осталось всего несколько сотен чел.: «едны трупом там же пали, а другие в полон досталися, а трети розбеглися, и любо ещё тое росполыненное войско совершенно нейщислялося и число (забиглых) в баталеи подлинно неизвестно».
Неплюев отступил на Слуцк, и далее на Минск. 2 мая войска воеводы расположились между Седневым и Стародубом в ожидании указаний от Мазепы. 17 мая от гетмана пришёл приказ распустить войска.

## Последствия
Поражение под Клецком оставило без помощи гарнизон Ляхович. 1 мая Мирович сдался шведам. В плен к шведам попал 1361 человек, 9 пушек и 9 знамён. Хотя оба этих события не оказали существенного значения на кампанию, нравственное их значение было велико, поскольку у Клецка ещё раз подтвердилась неспособность русских войск противостоять шведам в открытом бою.
Гетман И. С. Мазепа крайне болезненно воспринял поражение, в котором пало много его соратников.
После этих событий Карл XII, опустошив Полесье, в июле 1706 года выступил на запад — в Саксонию, вынуждая саксонского курфюрста и польского короля Августа II выйти из войны.